# Spiegelgracht

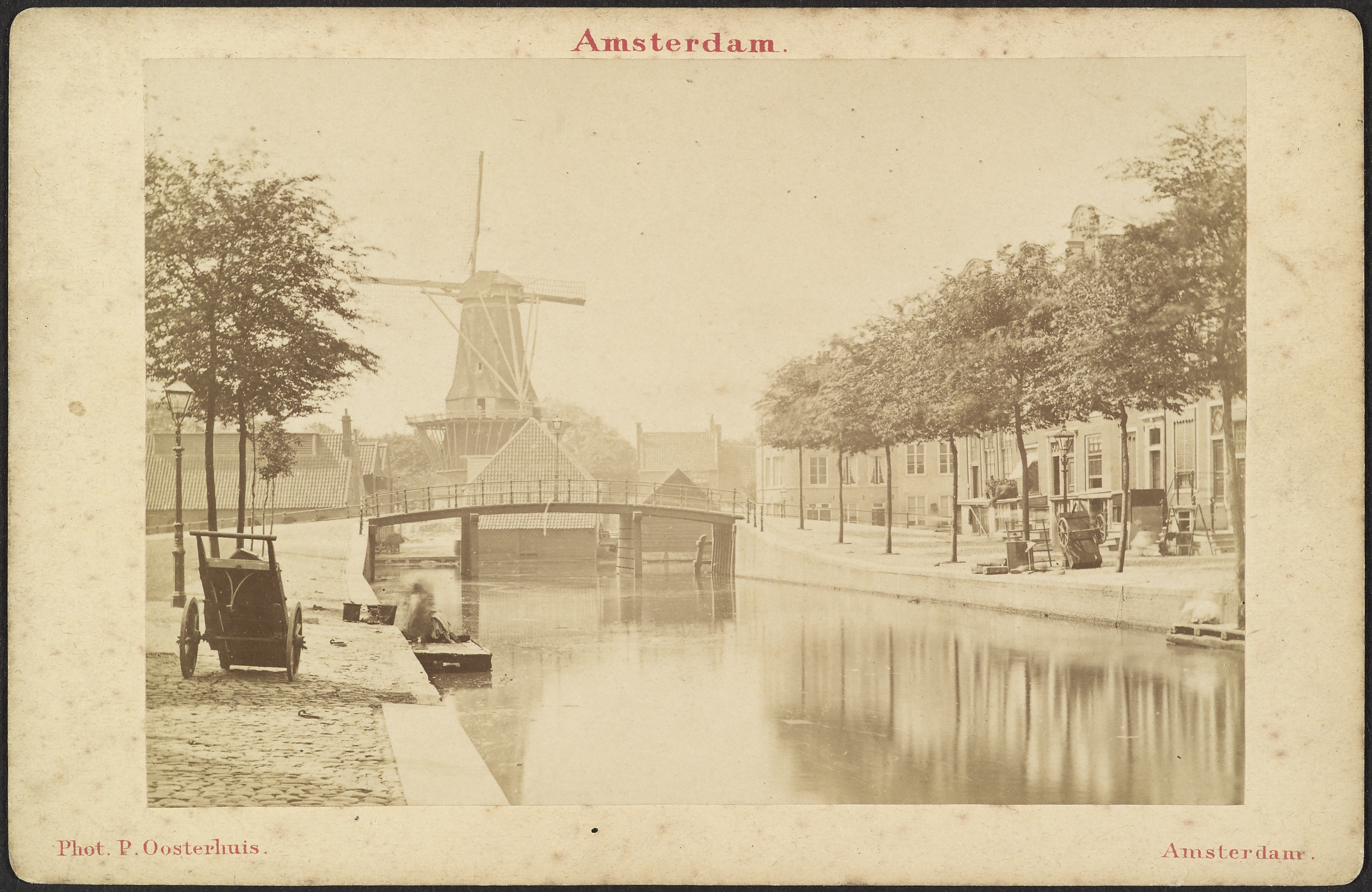
De Spiegelgracht voor 1874, met de molen.

De Spiegelgracht verbindt de Amsterdamse Prinsengracht met de Lijnbaansgracht / Zieseniskade. Aan de korte gracht, die deel uitmaakt van de grachtengordel staan veel kleine, smalle grachtenpandjes. De tegenover het  Rijksmuseum gelegen Spiegelgracht vormt samen met de aangrenzende Nieuwe Spiegelstraat het hart van het Spiegelkwartier een buurt met veel antiekzaken en galerieën.

## Geschiedenis
De gracht is in 1663 gegraven nadat men in 1658 was begonnen met de tweede fase van de aanleg van de grachtengordel. Voordien lag voor de plaats waar de Spiegelgracht zich nu bevindt het bolwerk Amstelveen, met daarop de korenmolen De Spiering. Het bolwerk dat juist voor het midden van de Spiegelgracht stond gaf de gracht een bijzonder aanzicht.
Plannen om de Spiegelgracht (evenals de Reguliersgracht) te dempen, konden dankzij felle protesten worden verijdeld.

## Naamgeving
De Spiegelgracht is vernoemd naar de vermaarde Amsterdamse familie Spiegel. Tot op heden is uit de archieven niet duidelijk gebleken welke telg uit deze familie hiermee specifiek vereerd werd. Maar het is aannemelijk dat de gracht in eerste plaats vernoemd is naar de grootste uit dit geslacht, de wijsgerige schrijver en denker Hendrick Laurensz. Spiegel, ook omdat hij de eerste was die een loflied op de stad Amsterdam schreef in de Nederlandse taal (eind 16e eeuw).

## Architectuur
- Op Spiegelgracht 9 is een typisch voorbeeld te zien van een klokgevel in Lodewijk XV-stijl. Vrijwel alle klokgevels in de Lodewijk XV stijl zijn gemaakt rond 1750. De klokgevel aan Spiegelgracht 9 is uit 1764.
- De meeste tuitgevels dateren uit de 19de eeuw. Een speciaal type is de zogenaamde ojiefse tuitgevel op Spiegelgracht 30.

## Fotogalerij

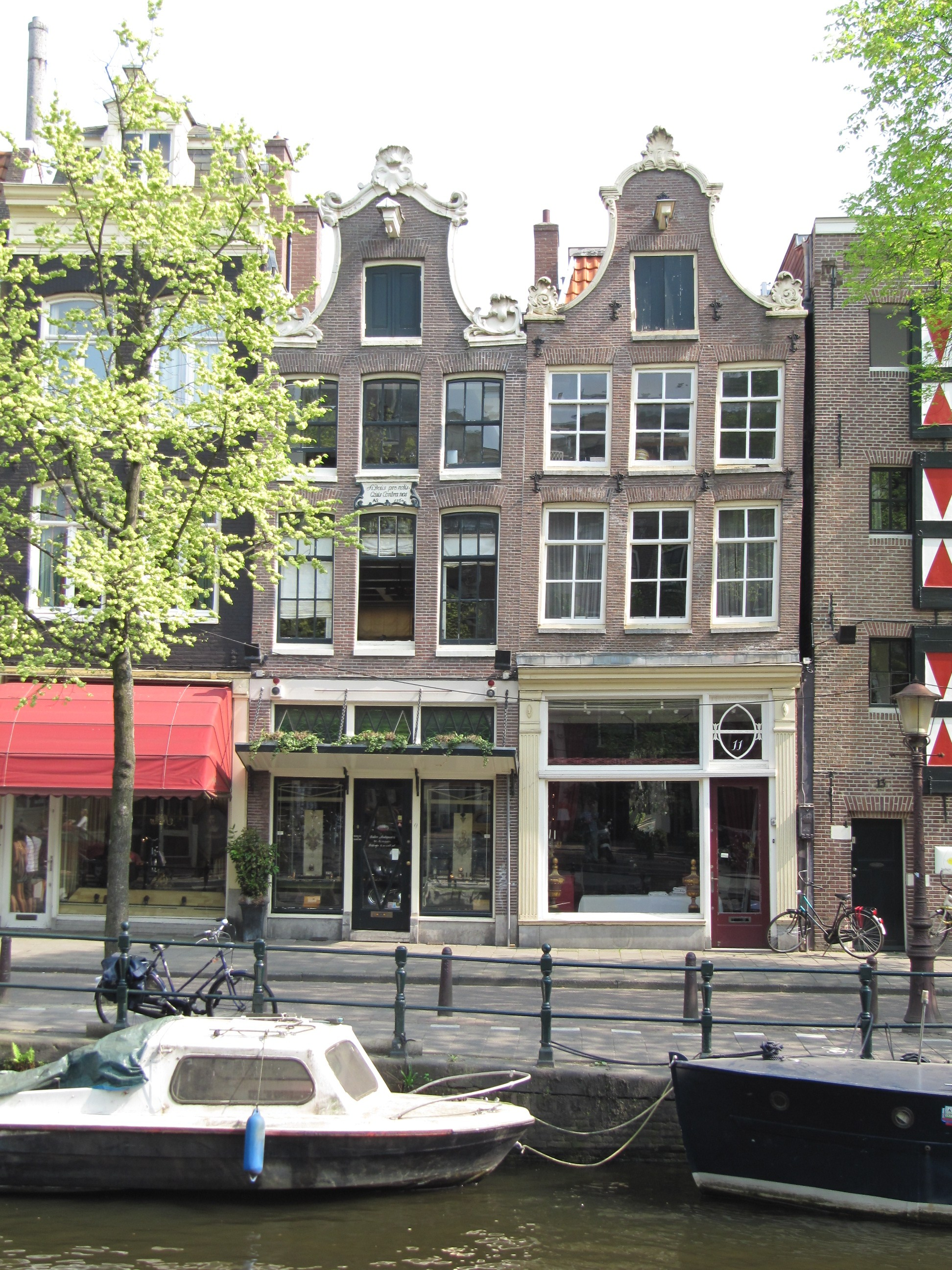
Spiegelgracht 9
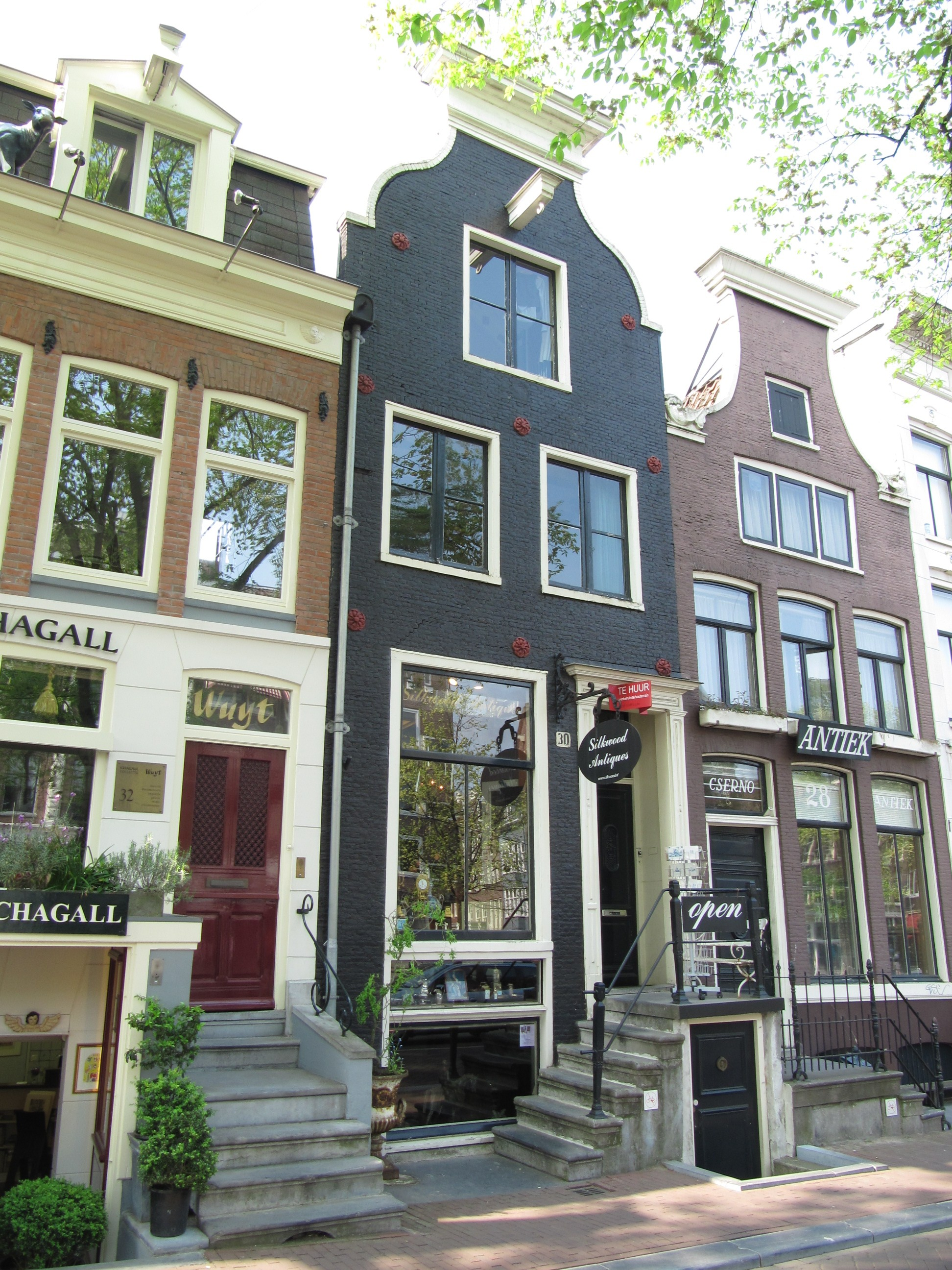
Spiegelgracht 30
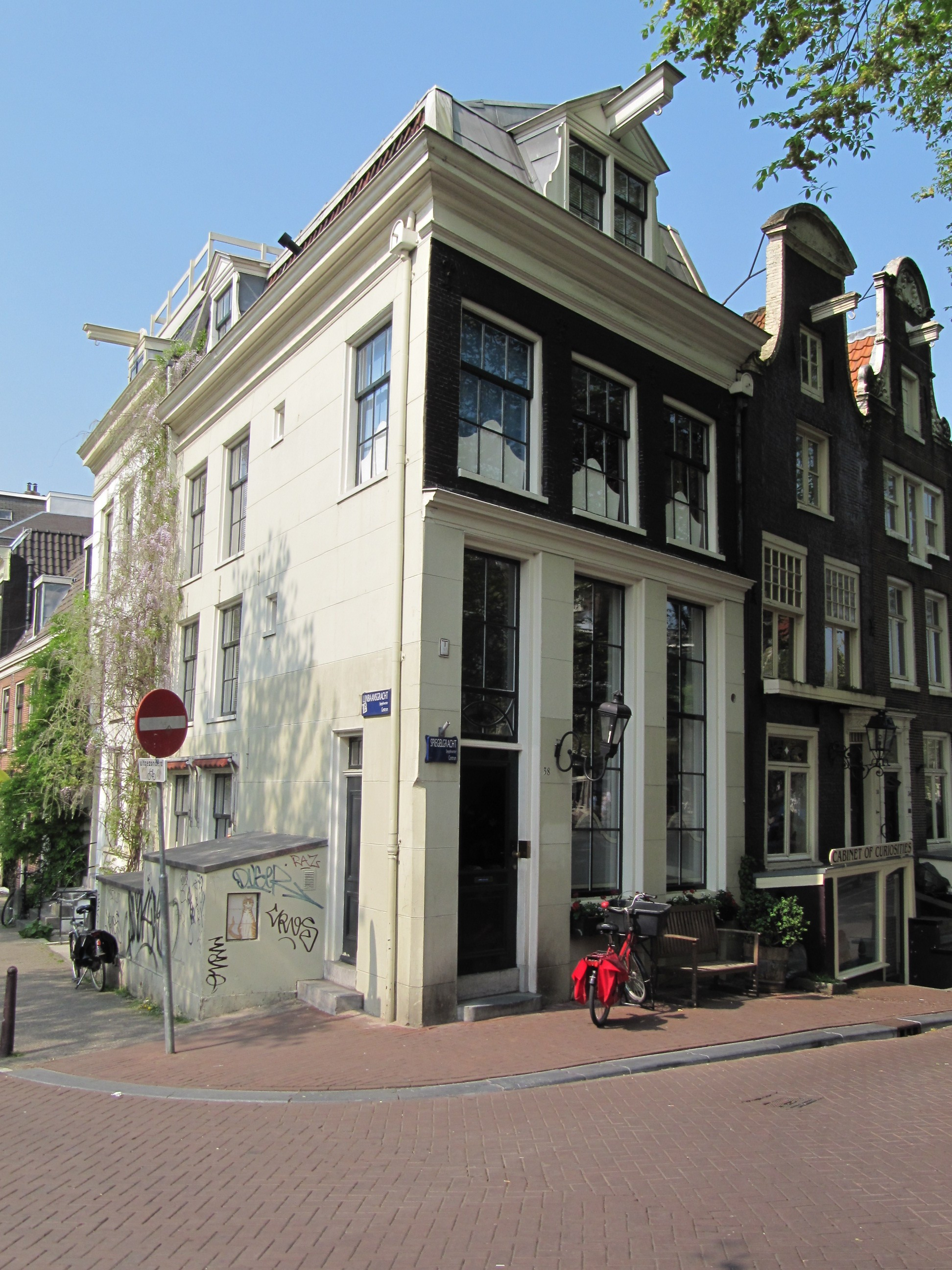
Spiegelgracht 38